# Solís Almeida
Abelardo Caicedo Colorado más conocido por el alias de Solís Almeida (Guarne, Antioquia, 3 de marzo de 1960) es un exguerrillero colombiano de las Fuerzas Armadas Revolucionarias de Colombia - Ejército del Pueblo (FARC-EP) y fue comandante del Frente 19 de las FARC-EP perteneciente al Bloque Caribe de las FARC-EP, también fue miembro del Estado Mayor Central de la organización y solicitado en extradición por los Estados Unidos por cargos de narcotráfico.

## Biografía
Nacido en Guarne (Antioquia) y vivió su infancia en Puerto Boyacá (Boyacá). Ingreso a la Juventud Comunista en el Magdalena Medio en 1973.

### Militancia en las FARC-EP
Ingreso a las FARC-EP en 1977, participó en la creación del Frente 19 en 1982, dirigió el Frente 41 de las FARC-EP creado en 1988 en la Serranía del Perijá y fue miembro del Bloque Caribe el cual dirigió en unos meses de 1994, participó en la creación de la emisora de las FARC-EP 'La voz de la resistencia'. y luego quedó a cargo del Frente 19 de las FARC-EP que operaba en el Cesar y en la Sierra Nevada de Santa Marta. En esta organización tuvo a su hija. En 2006 se ofrecieron 1.700 millones de pesos de recompensa por su captura. También Estados Unidos ofreció recompensa por su captura. Se le habría encargado recuperar corredores estratégicos en 2010. Participó en los diálogos de paz que llevaron a los acuerdos de paz en 2016. Se desmovilizó de las FARC-EP y participó en la entrega de armas a la ONU.

### Carrera política
Fue candidato al Senado de la República por el partido de la Fuerza Alternativa Revolucionaria del Común (FARC). Ha participado en encuentros de verdad por el conflicto armado interno y ha compadecido ante la Jurisdicción Especial para la Paz (JEP) por casos como el secuestro y caso de reclutamiento de menores en las FARC-EP. Denunció amenazas del Clan del Golfo a excombatientes en el Espacio Territorial de Capacitación y reincorporación en Tierra Grata de Manaure (Cesar) del cual es su representante.